# Yosra Frawes
Yosra Frawes, née à Djedeida, est une avocate des affaires, militante de droits de l'homme et féministe tunisienne.

## Biographie
À l'initiative de sa professeure d'éducation civique, elle assiste en 1995 à un débat sur le rôle de la femme tunisienne dans les feuilletons populaires. Elle entre alors au club des jeunes de l'Association tunisienne des femmes démocrates tout en militant au sein de l'Union générale des étudiants de Tunisie. En 2000, elle lance une pétition demandant l'égalité des sexes en termes d'héritage.
Après la révolution tunisienne de 2011, elle participe à l'élaboration des textes de la transition démocratique au sein de la Haute instance pour la réalisation des objectifs de la révolution, de la réforme politique et de la transition démocratique, en qualité d'experte juridique, avant de se consacrer à dénoncer les abus et les inégalités en matière de droits humains. Elle se penche par la suite sur le projet de loi contre les violences faites aux femmes, qui est adopté par l'Assemblée des représentants du peuple en juillet 2017.
Distinguée par son militantisme en faveur de la protection des droits de l'homme, elle participe à la libération de Jabeur Mejri, accusé d'atteinte à la morale, diffamation et perturbation de l'ordre public pour avoir publié des caricatures de Mahomet sur les réseaux sociaux en 2012. Par ailleurs, elle n'a de cesse de dénoncer les dépassements liberticides et de défendre les femmes victimes de violences.
Oratrice dans plusieurs conférences et séminaires aux niveaux national, régional et international,,, elle est déléguée de la Fédération internationale des ligues des droits de l'homme en Tunisie et membre depuis 1999 de l'Association tunisienne des femmes démocrates. Elle en assume la présidence d'avril 2018 à fin juin 2021, dans la logique d'une rotation régulière souhaitée par cette association à sa tête. Elle est également membre de l'Association des femmes tunisiennes pour la recherche sur le développement (trésorière entre 2002 et 2005 puis responsable formation entre 2005 et 2008).

## Publications
Elle est l'auteure ou la co-auteure de guides, notes et rapports dont : 
- Guide des 100 mesures pour l'éradication des violences à l'encontre des femmes (co-auteure)[8]
- Droits humains garantis : de la Constitution à la législation (auteure)[9]

Distinguée par son écriture et ses essais poétiques, elle a publié plusieurs poèmes et articles analysant l'image et la contribution des femmes dans la littérature arabe.